# Blindness of Devotion
Blindness of Devotion è un film muto del 1915 diretto da J. Gordon Edwards. Il film fu l'esordio sullo schermo di Robert B. Mantell e di Genevieve Hamper, una famosa coppia di attori shakespeariani che, nella vita, erano marito e moglie.

## Produzione
Il film fu prodotto dalla Fox Film Corporation.

## Distribuzione
Distribuito dalla Fox Film Corporation, il film - presentato da William Fox - uscì nelle sale cinematografiche statunitensi il 7 novembre 1915.